# Than Shwe
Than Shwe (Kyaukse, 2 febbraio 1933) è un generale e politico birmano, Capo del Consiglio di Stato per la Pace e lo Sviluppo, delle forze armate birmane e della Associazione per l'Unione, la Solidarietà e lo Sviluppo dal 23 aprile 1992 al 30 marzo 2011.

## Biografia
Arruolatosi nell'esercito a vent'anni (1953), lavorò inizialmente presso il dipartimento per la guerra psicologica diventando capitano nel 1960. Dopo il colpo di Stato del 1962 occupò posti importanti nell'esercito, passando al ruolo di colonnello nel 1978. Nel 1985 diventò viceministro della Difesa, e allo stesso tempo raggiunse il grado di generale e divenne membro del comitato centrale esecutivo del Partito del Programma Socialista della Birmania.
I disordini del 1988 portarono al colpo di Stato del 18 settembre dello stesso anno e si costituì la giunta militare sotto il nome di Consiglio di Stato per la Restaurazione della Legge e dell'Ordine, Than Shwe fu uno dei 21 componenti della giunta. Il 23 aprile 1992, in seguito alle dimissioni del dittatore Saw Maung, divenne capo dello Stato e comandante in capo delle forze armate birmane.
Inizialmente Than Shwe dimostrò una maggior apertura politica rispetto al predecessore, liberando alcuni membri dell'opposizione e facendo alcune concessioni democratiche. Tra gli altri fu liberata nel 1995 la leader delle opposizioni democratiche Aung San Suu Kyi, anche se in seguito sarebbe stata rimessa agli arresti domiciliari. Cambiò il nome dello Stato da Birmania a Myanmar e nel 2005 la capitale fu spostata da Yangon alla nuova città di Naypyidaw. Than Shwe diede il via al processo di redazione della nuova costituzione, che sarebbe entrata in vigore nel 2008. Allo stesso tempo aprì il paese a organismi internazionali come l'ASEAN e permise alla Croce Rossa e a Amnesty International di visitare il Paese. Nonostante questi progressi, a partire dal 1996 riprese vigore la repressione contro le minoranze etniche e religiose karen, shan, rakhine, chin ecc., che costrinse all'esilio almeno 250.000 persone. Si inasprì inoltre la repressione della stampa libera e furono incarcerati i giornalisti oppositori del regime. Particolarmente duro fu l'intervento delle forze dell'ordine nello stroncare la pacifica rivoluzione zafferano nel 2007.
Quando raggiunse i 60 anni, età prevista per la pensione obbligatoria, estese tale termine con l'intento di rimanere capo di Stato per il resto della sua vita. Fu strumentale nel rovesciamento e arresto del primo ministro Khin Nyunt, evento che aumentò significativamente il potere di Than Shwe. Nonostante avesse incontrato il sottosegretario per gli affari politici dell'ONU Ibrahim Gambari nel maggio e novembre 2006, permettendogli di incontrare Aung San Suu Kyi, fu chiaro che Than Shwe era un sostenitore della linea dura e fortemente contrario ad un processo di democratizzazione del Myanmar. Avrebbe invece vietato a Gambari di visitare il Paese nei due anni successivi.
Voci sulle condizioni di salute di Than Shwe si diffusero dopo che il 31 dicembre 2006 era stato ricoverato per un check-up presso il General Hospital di Singapore e dopo che il 4 gennaio successivo non aveva partecipato al pranzo ufficiale del giorno dell'indipendenza per la prima volta da quando aveva preso il potere nel 1992. Nella primavera del 2007 apparve tuttavia alla parata per la Giornata del Tatmadaw tenutasi a Naypyidaw. Nel 2008 fu al centro delle critiche di tutto il mondo per aver negato l'ingresso nel Paese ai volontari internazionali che intendevano contribuire agli aiuti nelle aree colpite dal ciclone Nargis. Nel luglio 2009 tenne colloqui con il segretario generale dell'ONU Ban Ki Moon, ma non gli permise di rendere visita a Aung San Suu Kyi. In vista delle elezioni del 2010, disse che lui e i suoi colleghi sarebbero stati dei semplici cittadini alla prossima visita di un segretario generale delle Nazioni Unite, perché ci sarebbe stato un governo civile.
Nell'agosto 2010 si diffuse la notizia che Than Shwe, il vice-presidente Maung Aye e altri sei ufficiali di alto grado avessero rassegnato le dimissioni dalle forze armate, e che sarebbe rimasto presidente della Repubblica almeno fino alla fine dell'anno fiscale 2011, quando avrebbe trasferito la carica al presidente eletto nelle consultazioni nazionali. Qualche giorno dopo la notizia fu smentita. Rimase in carica fino al marzo del 2011, quando fu sostituito dal nuovo presidente della Repubblica eletto il generale Thein Sein; contestualmente si dimise anche dalla carica di capo della giunta militare, organo che cessò di esistere, e dalle forze armate. Una volta in pensione, non è stato chiarito fino a che punto avesse mantenuto la propria influenza sul nuovo governo.